# Prosmidia chevrolati
Prosmidia chevrolati es una especie de insecto coleóptero de la familia Chrysomelidae.
Fue descrita científicamente en 1849 por Guerin.